# 周志刚
周志刚（1910年—1996年6月16日），曾用名周回陇、周芝光。江西永新人，中国人民解放军将领、中国人民解放军开国少将。曾任第4步兵学校政委。1955年，授予中国人民解放军少将。

## 生平
1930年参加中国工农红军，同年加入中国共产党。1970年任武汉军区政治部副主任、武汉军区顾问。
1996年在武汉逝世。